# تشيس مينتر
تشيس مينتر (بالإنجليزية: Chase Minter)‏ هو لاعب كرة قدم أمريكي في مركز الوسط، ولد في 19 أغسطس 1992 في روليت في الولايات المتحدة. لعب مع نادي ساكارامينتو ريببلك.

## وصلات خارجية
- تشيس مينتر على موقع الدوري الأمريكي (الإنجليزية)
- تشيس مينتر على موقع قاعدة بيانات كرة القدم.إي يو (الإنجليزية)